# 哈爾貝倫巴赫河
47°27′06″N 8°23′38″E / 47.45168°N 8.39377°E

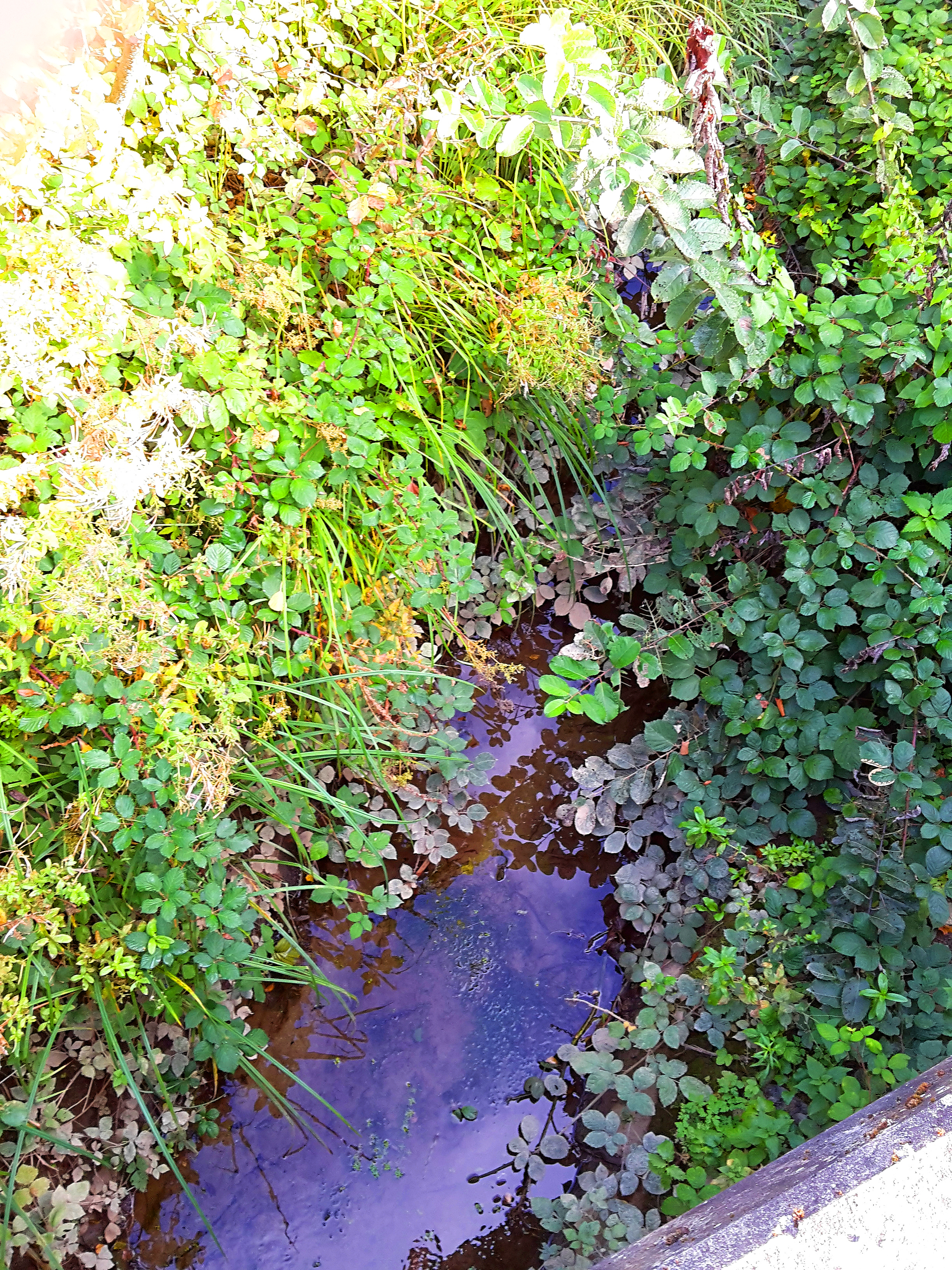

哈爾貝倫巴赫河是瑞士的河流，位於該國北部，流經蘇黎世州，屬於富爾特巴赫河的右支流，河道全長2.6公里，流域面積2.3平方公里，發源自博珀森，河口處在奧特芬根。